# Schileykiella bodoni
Schileykiella bodoni is een slakkensoort uit de familie van de Hygromiidae. De wetenschappelijke naam van de soort is voor het eerst geldig gepubliceerd in 2004 door Cianfanelli, Manganelli & Giusti.